# Daemilus fulva
Daemilus fulva är en fjärilsart som beskrevs av Nikolai Nikolaievich Filipjev 1962. Daemilus fulva ingår i släktet Daemilus och familjen vecklare. Inga underarter finns listade i Catalogue of Life.